# Lysianopsis adelae
Lysianopsis adelae is een vlokreeftensoort uit de familie van de Lysianassidae. De wetenschappelijke naam van de soort is voor het eerst geldig gepubliceerd in 2009 door Winfield & Ortiz.